# 아발론 (1990년 영화)
아발론(Avalon)은 미국에서 제작된 베리 레빈슨 감독의 1990년 드라마 영화이다. 리오 퍼크스 등이 주연으로 출연하였고 마크 존슨 등이 제작에 참여하였다.

## 출연

### 주연
- 리오 퍼크스
- 이브 고든
- 루 자코비
- 아민 뮬러 스탈
- 엘리자베스 퍼킨스
- 조안 플로라이트
- 케빈 폴락
- 에이단 퀸

### 조연
- 일라이저 우드
- 그랜트 겔트

## 제작진
- 협력프로듀서: 마리 로우
- 미술: 노만 레이놀즈
- 의상: 글로리아 그레셤